# European Border Breakers Awards
Az évente kiosztott European Border Breakers (EBBA) díj tíz olyan, a közelmúltban hírnevet szerzett előadóművész vagy együttes teljesítményét ismeri el, akik vagy amelyek az előző évben első külföldön kiadott lemezükkel hazájukon kívül is jelentős közönségsikereket értek el. Az European Border Breakers díjjal kitüntetettek között említhető például Adele, Tokio Hotel, Sharon Kovacs, The Baseballs, Zaz, Lykke Li, Milow, Katie Melua, Damien Rice, Caro Emerald, Stromae, Mumford & Sons, valamint a magyar Heaven Street Seven együttes is. A díj 2019-ben megszűnt, helyét a Music Moves Europe Awards vette át.

## Szervezés
Az European Border Breakers díj az Európai Unió díja, amelyet az Európai Bizottság hozott létre. A válogatásra és a díjkiosztó gálára a Noorderslag Foundation nevű alapítvány rendezésében kerül sor, amely az európai könnyűzene terjesztését tűzte zászlajára. 

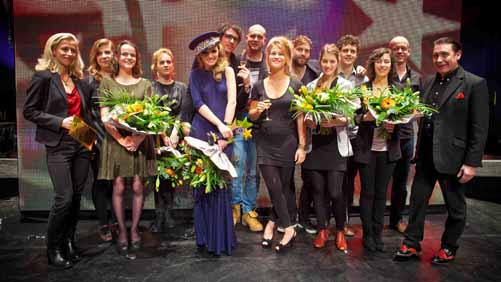
Az European Border Breakers díj 2012 – évi kitüntetettjei – Mike Breeuwer fotója

## Partnerek
- Európai Műsorsugárzók Uniója (European Broadcasting Union, rövidítve: EBU)[5]
- Az európai tehetségcsere-program (ETEP), amely az európai könnyűzenei fesztiválokat hálózatba szervezi, ezzel is elősegíti az európai együttesek külföldi szerepeltetését. Emellett tájékoztatással szolgál a médiának a feltörekvő európai tehetségekről.[6]

## A díjnyertesek kiválasztása
Az European Border Breakers díjra jelölt előadóművészek vagy együttesek kiválasztása a következő kritériumok alapján kerül sor:
- Az elmúlt évben külföldön (a művész hazáján kívüli európai országban) kiadott első lemez sikere.
- Szereplés az Európai Műsorsugárzók Uniója rádiócsatornáinak műsorán.
- A hazáján kívül megrendezett európai fesztiválon (európai tehetségcsere-program, ETEP) való sikeres fellépés.[7]

## Közönségdíj
2010 óta a világhálón lezajló szavazáson dől el az, hogy az European Border Breaker díjjal kitüntetettek közül ki kapja meg a közönség díját. Az első közönségdíjas a belga énekes és dalszerző Milow volt, majd 2011-ben őt a The Baseballs, a német rock & roll együttes követte. 

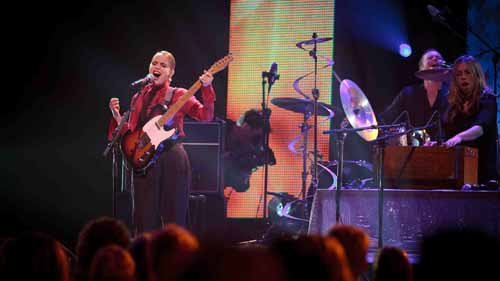
European Border Breakers Awards 2012 – Anna Calvi – Mike Breeuwer fotója

## Díjkiosztó
A díjosztó gálának 2009 óta minden év januárjában, az Eurosonic Noorderslag fesztivállal egyidejűleg a hollandiai Groningen városa ad otthont, és az est házigazdája a BBC-nél dolgozó televíziós személyiség és zenész, Jools Holland. A díjazottak élőben is fellépnek a gálaműsorban és a fesztivál során. A korábbi évek díjazottjai sztárvendégekként szerepelnek. A díjosztóról a holland közszolgálati csatorna, a NOS/NTR felvételt készít, amelyet a NET3 -on keresztül sugároz. A gálaműsort minden évben több európai televíziócsatorna közvetíti.

## Háttér
Az European Border Breakers díj 2004-ben, az Európai Bizottság kezdeményezésére jött létre. With Az Európai Bizottság a díjjal a könnyűzenei repertoár határokon átívelő terjesztését kívánja elősegíteni, valamint felhívni a figyelmet Európa zenei sokszínűségére. Az European Border Breakers díjat az Európai Unió Kultúra programja támogatja, amely a művészek és a kultúrában dolgozó szakemberek országok közötti mobilitását kívánja elősegíteni annak érdekében, hogy serkentse a kulturális és művészi alkotások országok közötti áramlását és a kultúrák közötti párbeszédet.

## Díjazottak

### 2014
| Ország             | Előadó        | Lemez                                    |
| ------------------ | ------------- | ---------------------------------------- |
| Ausztria           | GuGabriel     | Anima(L)                                 |
| Dánia              | Lukas Graham  | Lukas Graham                             |
| Franciaország      | Woodkid       | The Golden Age                           |
| Németország        | Zedd          | Clarity                                  |
| Izland             | Ásgeir        | Dýrð í dauðaþögn                         |
| Írország           | Kodaline      | In a Perfect World                       |
| Hollandia          | Jacco Gardner | Cabinet of Curiosities                   |
| Norvégia           | Envy          | The Magic Soup and the Bittersweet Faces |
| Svédország         | Icona Pop     | This Is... Icona Pop                     |
| Egyesült Királyság | Disclosure    | Settle                                   |

### 2013
| Ország             | Előadó                    | Lemez                       |
| ------------------ | ------------------------- | --------------------------- |
| Dánia              | Nabiha                    | More Cracks                 |
| Észtország         | Ewert and The Two Dragons | Good Man Down               |
| Finnország         | French Films              | Imaginary Future            |
| Franciaország      | C2C                       | Tetra                       |
| Izland             | Of Monsters and Men       | My Head Is an Animal        |
| Portugália         | Amor Electro              | Cai o Carmo e a Trindade    |
| Spanyolország      | Juan Zelada               | High Ceilings & Collarbones |
| Svédország         | Niki & The Dove           | Instinct                    |
| Hollandia          | Dope D.O.D.               | Branded                     |
| Egyesült Királyság | Emeli Sandé               | Our Version of Events       |

### 2012
| Ország             | Előadó                 | Lemez                |
| ------------------ | ---------------------- | -------------------- |
| Ausztria           | Elektro Guzzi          | Elektro Guzzi        |
| Belgium            | Selah Sue              | Selah Sue            |
| Dánia              | Agnes Obel             | Philharmonics        |
| Franciaország      | Ben l’Oncle Soul       | Soulman              |
| Németország        | Boy                    | Mutual Friends       |
| Írország           | James Vincent McMorrow | Early in the Morning |
| Hollandia          | Afrojack               | Lost and Found       |
| Románia            | Alexandra Stan         | Saxobeats            |
| Svédország         | Swedish House Mafia    | Until One            |
| Egyesült Királyság | Anna Calvi             | Anna Calvi           |

Közönségdíjas: Selah Sue

### 2011
| Ország             | Előadó         | Lemez                                |
| ------------------ | -------------- | ------------------------------------ |
| Dánia              | Aura Dione     | Columbine                            |
| Németország        | The Baseballs  | Strike                               |
| Franciaország      | Zaz            | ZAZ                                  |
| Norvégia           | Donkeyboy      | Caught                               |
| Románia            | Inna           | Hot                                  |
| Ausztria           | Saint Lu       | Saint Lu                             |
| Egyesült Királyság | Mumford & Sons | Sigh No More                         |
| Svédország         | Miike Snow     | Miike Snow                           |
| Hollandia          | Caro Emerald   | Deleted Scenes From The Cutting Room |
| Belgium            | Stromae        | Cheese                               |

Közönségdíjas: The Baseballs

### 2010
| Ország             | Előadó             | Lemez               |
| ------------------ | ------------------ | ------------------- |
| Belgium            | Milow              | Milow               |
| Egyesült Királyság | Charlie Winston    | Hobo                |
| Németország        | Peter Fox          | Stadtaffe           |
| Ausztria           | Soap&Skin          | Lovetune for Vacuum |
| Észtország         | Kerli              | Love Is Dead        |
| Svédország         | Jenny Wilson       | Hardships           |
| Portugália         | Buraka Som Sistema | Black Diamond       |
| Franciaország      | Sliimy             | Paint Your Face     |
| Hollandia          | Esmée Denters      | Outta Here          |
| Olaszország        | Giusy Ferreri      | Gaetana             |

Közönségdíjas: Milow

### 2009
| Ország             | Előadó         | Lemez                                  |
| ------------------ | -------------- | -------------------------------------- |
| Franciaország      | Aaron          | Artificial Animals Riding on Neverland |
| Egyesült Királyság | Adele          | 19                                     |
| Dánia              | Alphabeat      | Alphabeat                              |
| Németország        | Cinema Bizarre | Final Attraction                       |
| Franciaország      | The Dø         | A Mouthfull                            |
| Hollandia          | Kraak & Smaak  | Boogie Angst                           |
| Dánia              | Ida Corr       | One                                    |
| Svédország         | Lykke Li       | Youth Novels                           |
| Írország           | The Script     | The Script                             |
| Egyesült Királyság | The Ting Tings | We Started Nothing                     |

### 2008
| Ország             | Előadó             | Lemez                              |
| ------------------ | ------------------ | ---------------------------------- |
| Belgium            | Reborn             | Fools Rush In                      |
| Dánia              | Dúné               | We are in there, you are out there |
| Finnország         | Sunrise Avenue     | On The Way To Wonderland           |
| Franciaország      | Ayo                | Joyful                             |
| Németország        | Cascada            | Everytime We Touch                 |
| Írország           | Dolores O'Riordan  | Are You Listening?                 |
| Lengyelország      | Hemp Gru           | Klucz                              |
| Spanyolország      | Miguel Ángel Muñoz | M.A.M.                             |
| Svédország         | Basshunter         | LOL <(^^,)>                        |
| Egyesült Királyság | The Fratellis      | Costello Music                     |

### 2007
| Ország             | Előadó             | Lemez                |
| ------------------ | ------------------ | -------------------- |
| Belgium            | Gabriel Ríos       | Ghostboy             |
| Németország        | Tokio Hotel        | Schrei               |
| Franciaország      | Ilona Mitrecey     | Un monde parfait     |
| Görögország        | Elena Paparizou    | My Number One        |
| Egyesült Királyság | Corinne Bailey Rae | Corinne Bailey Rae   |
| Írország           | Celtic Woman       | Celtic Woman         |
| Olaszország        | Vittorio Grigolo   | In the Hands of Love |
| Lengyelország      | Blog 27            | Lol                  |
| Svédország         | José González      | Veneer               |
| Spanyolország      | Beatriz Luengo     | Beatriz Luengo       |

### 2006
| Ország             | Előadó              | Lemez                |
| ------------------ | ------------------- | -------------------- |
| Belgium            | Sarah Bettens       | Scream               |
| Dánia              | Hush                | A Lifetime           |
| Németország        | Juli                | Es ist Juli          |
| Franciaország      | Amel Bent           | Un jour d'été        |
| Egyesült Királyság | KT Tunstall         | Eye to the Telescope |
| Írország           | Hal                 | Hal                  |
| Svédország         | Arash               | Boro Boro            |
| Spanyolország      | Bebe                | Pafuera Telanaras    |
| Magyarország       | Heaven Street Seven | Get Out And Walk!    |

### 2005
| Ország             | Előadó          | Lemez                        |
| ------------------ | --------------- | ---------------------------- |
| Dánia              | The Raveonettes | Chain gang of love           |
| Németország        | Wir sind Helden | Die Reklamation              |
| Finnország         | Redrama         | Every Day Soundtrack         |
| Franciaország      | Corneille       | Parce que l'on vient de loin |
| Egyesült Királyság | Katie Melua     | Call Off the Search          |
| Írország           | Damien Rice     | O                            |
| Olaszország        | Benny Benassi   | Hypnotica                    |
| Lengyelország      | Myslovitz       | Korova Milky Bar             |
| Svédország         | Ana Johnsson    | The Way I Am                 |

### 2004
| Ország             | Előadó        | Lemez                |
| ------------------ | ------------- | -------------------- |
| Belgium            | Lasgo         | Some Things          |
| Dánia              | Saybia        | The Second You Sleep |
| Németország        | Masterplan    | Masterplan           |
| Franciaország      | Carla Bruni   | Quelqu'un m'a dit    |
| Egyesült Királyság | The Darkness  | Permission To Land   |
| Írország           | The Thrills   | So Much For The City |
| Olaszország        | Tiziano Ferro | Rosso Relativo       |
| Portugália         | Mariza        | Fado Em Mim          |
| Spanyolország      | Las Ketchup   | Hijas del Tomate     |